# Conte Dooku
Il Conte Dooku (Count Dooku), anche conosciuto con il suo nome Sith Darth Tyranus o Lord Tyranus, è un personaggio della saga fantascientifica di Guerre stellari, apparso nella trilogia prequel (precisamente nel secondo e terzo film) e nel film d'animazione Star Wars: The Clone Wars, nei quali è (rispettivamente) interpretato e doppiato da Christopher Lee, e nelle serie animate Star Wars: The Clone Wars e Star Wars: Tales of the Jedi, nelle quali è doppiato da Corey Burton.
Addestrato da Yoda come apprendista Padawan, è considerato uno dei più grandi Jedi di tutti i tempi, ed è stato il maestro di Qui-Gon Jinn. Sempre più sfiduciato e contrariato dalla crescente corruzione dilagante nel Senato e nella Repubblica, lascia l'Ordine e rivendica il suo titolo nobiliare di Conte di Serenno. Poco tempo dopo l'ex Maestro Jedi viene sedotto dal Lato Oscuro della Forza da Darth Sidious, diventando il suo secondo apprendista e prendendo il nome di Darth Tyranus. Come leader e creatore della Confederazione dei Sistemi Indipendenti, è stato l'istigatore delle guerre dei cloni.

## Il personaggio

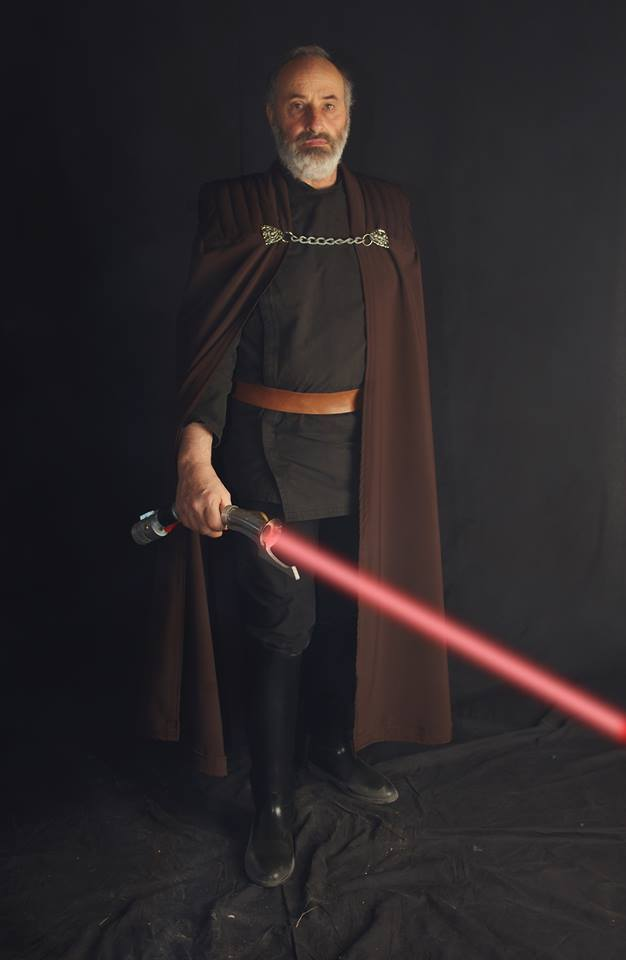
Un'immagine artistica di Dooku

### Ruolo nella saga
Allievo di Yoda prima e maestro di Qui-Gon Jinn poi, è stato uno dei migliori Jedi di sempre. Celebre maestro Jedi, Dooku è uno stimato istruttore nel tempio, oltre che uno dei più famosi spadaccini della galassia. Si dice che solo Yoda e Mace Windu avrebbero potuto combattere alla pari con lui. Abbandona l'Ordine Jedi e diviene dapprima uno dei pochi Jedi Grigi della storia dell'ordine, passando in un secondo momento al lato oscuro della Forza divenendo un Signore Oscuro dei Sith e leader della Confederazione dei Sistemi Indipendenti.

### Concept art
Il nome "Dooku" (attualmente ignoto se sia il nome o il cognome del personaggio) deriva dalla parola giapponese doku che significa "veleno". Poiché in portoghese la parola "Dooku" fa sgradevolmente assonanza con do o cu (letteralmente "do il culo") nel doppiaggio brasiliano il personaggio è chiamato "Dookan". Il nome Sith "Tyranus", invece, deriva dalla parola greca Tyrannos che indica appunto il tiranno (a simboleggiare la sete di potere e di comando del conte). Il concept art di Dooku, inoltre, potrebbe essere ispirato a quello del conte Dracula, personaggio dell'omonimo romanzo di Bram Stoker, dato che entrambi possiedono lo stesso titolo nobiliare e il loro abbigliamento è molto simile; è inoltre curioso notare che l'attore che interpreta Dooku, Christopher Lee, abbia interpretato proprio il conte Dracula nei film della Hammer.
Nel concept art originale, realizzato da Dermot Power, Dooku viene rappresentato come un uomo anziano con i capelli bianchi e senza barba, con una giacca blu scuro con sei bottoni e grandi spalline argentate. Anche se l'idea venne scartata, è stata ripresa per l'abbigliamento del conte nel tredicesimo episodio della sesta stagione di Star Wars: The Clone Wars.

## Apparizioni
Dooku era un rinomato Maestro Jedi che trascorse quasi settant'anni nell'Ordine, ma l'aberrante corruzione del Senato Galattico e il forte impatto che ebbe su di lui la drammatica morte del suo ex-allievo Qui-Gon Jinn fecero crollare la sua fede nell'Ordine Jedi e nella Repubblica Galattica. Successivamente, sessantenne, venne influenzato dal senatore di Naboo, Palpatine, e decise di lasciare l'Ordine dei Jedi dieci anni prima gli eventi della battaglia di Naboo, nel 42 BBY. Dopo aver appreso che Palpatine era sotto mentite spoglie il Signore Oscuro dei Sith Darth Sidious, Dooku si avvicinò al Lato Oscuro della Forza. Procedette dunque con l'assassinio del Maestro Jedi Sifo-Dyas, suo ex-amico e confidente nell'Ordine: per far ciò Dooku si accordò con il sindacato Pyke, utilizzando lo pseudonimo di Tyranus, affinché l'organizzazione criminale attaccasse lo Shuttle Jedi 775519 di Sifo-Dyas, il quale era stato inviato su Oba Diah (pianeta sede dei Pyke) dal Cancelliere Supremo Finis Valorum (poco prima della fine della sua carriera politica) insieme al suo assistente Silman. Sifo-Dyas morì nell'attacco allo shuttle e il suo corpo è poi dato a Dooku mentre Silman, scampato per miracolo alla morte, venne catturato e imprigionato dai Pyke. A seguito di ciò, quando assunse il controllo dei piani di Sifo-Dyas per creare un esercito di cloni per la Repubblica, durante gli eventi del primo film, Dooku utilizzò le credenziali di Sifo-Dyas per accedere al database del Tempio Jedi (concesso solo ai membri del Consiglio Jedi) e cancellare ogni riferimento al pianeta Kamino dagli archivi. La conversione definitiva di Dooku al Lato Oscuro avvenne con l'omicidio della Maestra Jedi Yaddle dopo che questa aveva scoperto della cospirazione di Palpatine ai danni dei Jedi, divenendo il suo nuovo apprendista con il nome di Darth Tyranus (dopo la sconfitta di Darth Maul su Naboo) divenendo lui stesso un Signore Oscuro dei Sith. Dopo avere fatto questo, si accordò con il cacciatore di taglie Mandaloriano Jango Fett, da tutti ritenuto uno dei migliori nel suo campo, per usarlo come matrice genetica per il futuro esercito di cloni.
Avendo già rivendicato le sue ricchezze e il suo titolo di conte di Serenno, Dooku organizzò con Sidious una cospirazione per fare scoppiare una guerra che avrebbe portato i Sith al potere. Iniziò dunque a stringere legami con pianeti e corporazioni malcontenti dell'operato della Repubblica, diventando il leader del movimento separatista. Questo movimento, a seguito delle alleanze stipulate, formò la Confederazione dei Sistemi Indipendenti, alla quale si unirono centinaia di sistemi galattici. Come leader politico della Confederazione Separatista, Dooku guidò l'organizzazione contro la Repubblica in un lungo conflitto che viene poi denominato guerre dei cloni.

### Film

#### L'attacco dei cloni
Il conte fa la sua prima apparizione nel secondo episodio della saga; viene inizialmente menzionato e la sua presenza incombe minacciosa nella prima parte dell'episodio fino ad apparire nella seconda parte, quando Obi-Wan Kenobi arriva su Geonosis e scopre la cospirazione del conte e dei separatisti, prima di venire catturato dai droidi distruttori (22 BBY).
Dopo la cattura di Obi-Wan Dooku tenta di indurlo a unirsi a lui, sostenendo che Qui-Gon (maestro dello stesso Obi-Wan) avrebbe sicuramente abbracciato la causa del suo vecchio mentore (lo stesso Dooku) se avesse saputo la verità che Dooku conosce molto bene: che il Senato galattico è controllato da Darth Sidious. Obi-Wan, sostenendo il contrario sul suo maestro e non credendo alle parole di Dooku, rifiuta seccamente e per questo viene condannato a morte in un'arena sul pianeta insieme ad Anakin Skywalker (Padawan di Obi-Wan) e la senatrice Padmé Amidala (che lo stesso Dooku e il viceré Nute Gunray avevano cercato di fare uccidere), giunti sul pianeta per salvarlo. Il tempestivo intervento di Mace Windu, Yoda e di molti altri Maestri Jedi a capo del neonato esercito di cloni salva i tre e il conflitto tra le truppe di cloni e di droidi si sviluppa nella battaglia di Geonosis; durante essa Dooku cerca di fuggire portando con sé i piani di un'arma micidiale, la Morte Nera, ma la sua fuga viene ostacolata dall'intervento di Obi-Wan e Anakin. Dooku si scontra in duello con i due Jedi, ferisce Obi-Wan a una gamba e una spalla e mozza il braccio destro ad Anakin. Subito dopo si scontra in un breve ma formidabile duello con il suo vecchio mentore Yoda, rispetto al quale, nonostante la sua grande abilità, è chiaramente meno potente. Comunque, distraendo il potente Jedi, riesce a fuggire e tornare a Coruscant presso Darth Sidious, annunciandogli che la guerra è cominciata.

#### La vendetta dei Sith
Nel 19 BBY, durante la battaglia sopra l'orbita di Coruscant, a bordo dell'Invisible Hand, Dooku si ritrova ad affrontare ancora una volta Anakin e Obi-Wan, accorsi per salvare il cancelliere Palpatine, apparentemente rapito dal conte; quest'ultimo riesce a mettere fuori combattimento Kenobi, ma complici l'età ormai avanzata (ha infatti ottantatré anni) e il desiderio di vendetta di Anakin (furioso con Dooku per avergli mozzato un braccio su Geonosis) viene sconfitto dal Jedi, che dapprima gli mozza le mani e poi, spinto da Palpatine che ha così l'occasione di sbarazzarsi di Dooku, ritenuto da lui ormai troppo indebolito e inutile (oltre che un pericoloso testimone se catturato dalla Repubblica), lo decapita a sangue freddo.

#### The Clone Wars
Fa rapire poi il figlio di Jabba the Hutt (d'accordo con suo zio Ziro the Hutt) da alcuni cacciatori di taglie, facendo credere che sia stata la Repubblica. Successivamente su Tatooine affronta Anakin Skywalker, il quale sembra avere la meglio, ma non riesce a chiudere a suo favore il duello poiché costretto ad andare in soccorso della sua apprendista Ahsoka Tano.

### Televisione

#### The Clone Wars
Durante le guerre dei cloni il conte non compare mai fisicamente nei vari avamposti della Confederazione, poiché deve anche svolgere il suo ruolo di conte di Serenno, passando la maggior parte delle sue giornate nel palazzo; lo si vede invece molto spesso in ologramma discutere con i vari comandanti e generali della Confederazione nei vari pianeti in cui stanno conducendo battaglie contro la Repubblica.
Inseguito da Obi-Wan Kenobi e Anakin Skywalker, atterra sul pianeta desolato di Vanqor e chiede aiuto al pirata weequay Hondo Ohnaka il quale, dopo averlo condotto su Florrum, lo fa prigioniero chiedendo un riscatto alla Repubblica Galattica, ma anche alla Confederazione dei Sistemi Indipendenti. Dooku riesce poi a scappare uccidendo prima della sua fuga il pirata Turk Falso, secondo di Ohnaka, e un suo compagno.
Poiché Asajj Ventress, la sua agente operativa e apprendista, è divenuta troppo potente, Darth Sidious gli ordina di eliminarla, nonostante lo stesso Dooku non voglia poiché è stata sua apprendista. Così, in accordo con Madre Talzin delle Sorelle Oscure di Dathomir, Dooku prende come apprendista lo zabrak Savage Opress (fratello di Darth Maul) per usarlo come aveva fatto con Ventress. Savage, però, è stato a sua volta preso come apprendista dalla stessa Ventress e alla fine, coinvolto in questo gioco di vendette tra Dooku e Asajj, decide di fuggire per tornare dalla Madre Talzin.
Per vendicarsi di Madre Talzin e delle sorelle oscure Dooku invia il generale Grievous e le sue armate a eliminarle su Dathomir. Nonostante il tentativo di Ventress di impedire il massacro delle sue sorelle Grievous riesce nel suo intento.
Organizza inoltre un complotto insieme al primo ministro gungan Rish Loo per convincere il capo dei gungan, Boss Lyonie, a marciare verso Theed insieme ai separatisti. In realtà Lyonie si è lasciato convincere dal primo ministro Loo attraverso una collana (datagli dallo stesso Loo) che lo ha ipnotizzato. Dopo una fuga improvvisata Loo riesce a colpire Lyonie con un pugnale, senza però ucciderlo. Il posto di Lyonie, temporaneamente, viene preso da Jar Jar Binks data la loro incredibile somiglianza e, con un inganno, il popolo dei gungan cattura il generale Grievous, nonostante la morte del generale Roos Tarpals, amico storico di Jar Jar, sacrificatosi per la cattura di Grievous. Nel frattempo Anakin Skywalker insegue Loo fino al suo laboratorio segreto dove incontra Dooku il quale, dopo avere ucciso Loo, ingaggia un breve duello con Skywalker il quale viene sconfitto e catturato dal conte. Viene poi rilasciato dopo la liberazione di Grievous.
Sempre su Naboo, poi, il conte organizza un attentato per rapire il cancelliere Palpatine con l'aiuto di Cad Bane, Moralo Eval, Embo, Twazzi, Derrown e Rako Hardeen (che in realtà è Obi-Wan); grazie al tempestivo intervento di quest'ultimo, infatti, l'attentato fallisce. Nel palazzo di Theed però, mentre Anakin e Palpatine si stanno dirigendo verso la sala da pranzo, sono bloccati da Dooku, il quale combatte contro Skywalker. In quel duello Anakin, come altre volte, sotto lo sguardo compiaciuto di Palpatine, mostra tutta la sua rabbia e aggressività arrivando, al culmine della rabbia, a cercare di strangolare Dooku. Quest'ultimo però riesce a liberarsi con una scarica di Fulmini di Forza, tentando poi di fuggire con il Cancelliere, ma egli è salvato da Kenobi e Skywalker. Nonostante questo Dooku riesce a fuggire, facendosi ancora una volta beffe dell'operato di Skywalker.
Nel 20 BBY un clone di nome Tup uccide la Maestra Jedi Tiplar su Ringo Vinda perché ha avuto una disfunzione cerebrale che lo ha convinto ad attuare lo sterminio dei Jedi prima dei tempi previsti. Dooku, informato dal comandante separatista Trench (che su Ringo Vinda aveva assistito all'omicidio di Tiplar), ottiene dai Kaminoani il chip difettoso del clone Tup, il quale è ucciso, facendo rimanere all'oscuro l'Ordine 66 ideato da Sidious. Nello stesso anno Dooku cerca di impedire a Obi-Wan e Anakin di scoprire il segreto della morte di Sifo-Dyas. I due Jedi si erano recati su Oba Diah per parlare con Silman, tenuto prigioniero dai Pyke e Dooku li raggiunge in tempo per uccidere l'ex assistente di Valorum. A seguito dell'assassinio affronta i due Jedi e, nella lotta, uccide il leader dei Pyke per poi fuggire con la sua astronave.

#### Tales of the Jedi
In questa serie di corti animati, viene esplorato il passato di Dooku in quanto Jedi: nel secondo episodio, interviene insieme a un giovane Qui-Gon Jinn (ancora suo Padawan) per salvare il figlio di un senatore ostaggio di alcuni indigeni, occasione in cui il Conte ha un primo impatto con la corruzione nel Senato, poiché apprende che tale rapimento sia avvenuto proprio a causa della malapolitica di tale senatore verso il suo popolo. Nel terzo episodio, ambientato anni dopo e in cui è affiancato da Mace Windu per indagare sulla morte della Maestra Katri, ha una conferma di quanto visto in precedenza circa la corruzione in Senato e la graduale decadenza dell'Ordine Jedi. Nel quarto episodio, ambientato durante gli avvenimenti de La minaccia fantasma, Dooku ha ormai lasciato l'Ordine, ma gli è consentito comunque accedere al Tempio, cosa che sfrutta per cancellare dagli archivi i dati su alcuni pianeti (tra cui Kamino) utilizzando le credenziali di Syfo-Dyas, per poi avere un dialogo col suo ex Padawan Qui-Gon e la Maestra Yaddle; dopo aver appreso della morte del suo allievo, si reca da Darth Sidious, rivelando di esserne già complice ed è poi costretto ad affrontare Yaddle (che l'ha seguito nel frattempo), con l'omicidio della quale abbraccia completamente il Lato Oscuro della Forza e diviene il nuovo apprendista del Signore Oscuro dei Sith.

### Fumetti

#### Figlio di Dathomir
Si reca su Stygeon Prime in una prigione segreta e impenetrabile, assieme al suo maestro, per cercare in tutti i modi di estorcere a Darth Maul, imprigionato, l'ubicazione delle basi della Shadow Collective, ma lo zabrak viene soccorso da un gruppo di guerrieri della Ronda della Morte, riuscendo quindi a evadere. Il gruppo si rifugia poi sulla luna Zanbar, dove Maul e le sue forze tentano di riorganizzarsi. All'improvviso, però, sono attaccati dagli eserciti di droidi del generale Grievous: durante la battaglia molti Mandaloriani vengono uccisi e Maul ingaggia un breve duello con Grievous, riuscendo all'ultimo a fuggire. L'intento di Maul è quello di raggiungere Dathomir per tornare da madre Talzin; tuttavia questo suo piano non è ignoto a Sidious. Maul, dopo avere scelto come roccaforte il pianeta Ord Mantell, si organizza con i capi del Sole Nero e dei pyke per tendere una trappola a Dooku e Grievous chiedendo l'aiuto a Madre Talzin, la quale fa partire per Ord Mantell i Fratelli della Notte, capeggiati da Viscus, in soccorso del loro fratello Maul. In quel frangente le armate di droidi di Grievous attaccano Ord Mantell ma, ingegnosamente, Maul fugge su un caccia Mandaloriano e attacca lo schieramento di navi Separatiste. Intanto Dooku, sceso sul pianeta alla ricerca di Maul, si imbatte nei Fratelli della Notte, sconfiggendoli; nel momento in cui sta per uccidere Viscus viene catturato dal Sole Nero e dai Pyke mentre, nello spazio, Maul riesce a catturare Grievous. A seguito di ciò però, sotto consiglio di Talzin, Maul decide di non uccidere Dooku bensì di allearsi con lui per sconfiggere Sidious, poiché Talzin ha previsto che quest'ultimo avrebbe tradito il conte (cosa che effettivamente accadrà); infatti, turbato dalle criptiche parole della strega, Dooku accetta l'alleanza e, insieme a Maul, affronta in duello Obi-Wan e la Maestra Jedi Tiplee (sorella della defunta Tiplar), che erano accorsi insieme alle cannoniere della Repubblica sull'avamposto della Shadow Collective. Nel breve duello che ne scaturisce Dooku uccide Tiplee e, insieme a Maul, riesce a fuggire dopo l'arrivo di Mace Windu e Aayla Secura, mentre Grievous fugge attraverso un guscio di salvataggio (dopo che il conte aveva premuto con la Forza l'interruttore della cella di detenzione dove il Kaleesh era rinchiuso). Successivamente Maul e Dooku si recano su Dathomir, dove Madre Talzin prende possesso del corpo del conte poco prima dell'arrivo di Sidious e Grievous. Maul e Dooku (controllato da Talzin) affrontano in duello Grievous e Sidious e quest'ultimo, attraverso una potente scarica di Fulmini di Forza, riesce a fare uscire la strega dal corpo del conte. A quel punto, mentre Maul mette fuori combattimento Grievous con un calcio facendolo cadere in un baratro, Talzin, Sidious e Dooku ingaggiano uno scontro con i Fulmini di Forza, mentre nello spazio le forze Separatiste sono in procinto di atterrare su Dathomir. Quando la Shadow Collective decide di fuggire per la loro inferiorità numerica Talzin spinge via Maul, che viene tratto in salvo da due suoi accoliti, mentre la strega, esaurite le forze, viene pugnalata al petto da Grievous. Maul riesce dunque a fuggire da Dathomir mentre Sidious, Dooku e Grievous osservano i resti del corpo ormai dissolto di Talzin.

### Legends
Con l'acquisizione della Lucasfilm da parte di The Walt Disney Company nel 2012 la maggior parte dei romanzi e fumetti di Guerre stellari prodotti su licenza sono stati inseriti nel brand Star Wars Legends e dichiarati non canonici al franchise nel mese di aprile del 2014.

#### Romanzi
In Legacy of the Jedi, di Jude Watson, Dooku viene prima tentato dal Lato Oscuro della Forza fin da bambino, quando lui e il compagno Padawan Lorian Nod tentano di rubare un antico Holocron Sith dagli Archivi Jedi. Dooku è incuriosito dalla ricerca del potere dei Sith e si rende conto di essere in grado di tradire come loro. Quando vengono catturati Dooku dice che il furto è stata un'idea di Nod, che viene quindi espulso dal Jedi. Anni dopo Dooku incontra Nod e lo uccide.
In Yoda: Dark Rendezvous, di Sean Stewart, Dooku cerca di intrappolare Yoda negoziando la fine delle guerre dei cloni. Dooku tenta senza successo di influenzare Yoda alla sua causa, mentre Yoda quasi convince Dooku a tornare all'Ordine Jedi. Quando Anakin e Obi-Wan sopraggiungono inaspettatamente Dooku sospetta che Yoda stava cercando di farlo catturare e rinuncia al suo ex Maestro una volta per tutte. Nel romanzo, è anche rivelato che Dooku è sempre stato risentito verso i suoi genitori per averlo mandato all'Ordine Jedi.
Nel romanzo Labyrinth of Evil di James Luceno, prequel del film La vendetta dei Sith, Dooku trasforma Grievous in un cyborg e lo addestra nel combattimento con le spada laser. Riceve poi l'ordine da Darth Sidious di invadere Coruscant in quello che crede essere un complotto per uccidere Obi-Wan e Anakin.
Nel romanzo del film La vendetta dei Sith, di Matthew Stover, il personaggio di Dooku è ampliato: viene ritratto come un uomo malvagio che non ha il concetto di lealtà o di amicizia e che disprezza le specie non umane della galassia. Viene spiegato anche che Dooku ritiene che il rapimento di Palpatine sia una messa in scena per uccidere Obi-Wan e Anakin, per governare la galassia insieme al suo Maestro. Il romanzo descrive scena della morte di Dooku dal suo punto di vista; nei suoi momenti finali, si rende conto che Palpatine lo ha usato come un mezzo per progettare la guerra e per poterlo rimpazzare con Anakin, il quale è sempre stato destinato a essere il suo apprendista.

#### Clone Wars
Nella microserie animata Star Wars: Clone Wars prende come sua apprendista Asajj Ventress su Rattatak, per poi inviarla a eliminare Anakin Skywalker su Yavin IV. Dal duello ne usce vincitore Skywalker, anche se Asajj non muore.

#### Merchandising
Sono stati realizzati numerosi giocattoli sul conte Dooku, tra cui il set LEGO Star Wars Duello su Geonosis che ricrea il duello tra il Maestro Jedi Yoda e il conte Dooku, e la spada laser Hasbro del personaggio.

## Personalità
Dooku è un provetto filosofo, oratore, politico, guerriero ed esperto nella Forza, considerato uno dei più grandi Jedi della storia per la sua personalità e per il suo vigore. Yoda lo considera il più grande studente del Tempio Jedi, oltre che il suo più grande fallimento. Ai tempi delle guerre dei cloni Dooku pratica la Forza da circa otto decadi.
Fin da ragazzo Dooku si è affermato per le sue abilità e per la sua completa devozione agli ideali dell'Ordine dei Jedi e al servizio della Galassia. Desidera diventare un grande Maestro Jedi, e non considera minimamente la possibilità di lasciare l'Ordine. Non si è al corrente se Dooku abbia mai violato le leggi Jedi che regolano i rapporti affettivi, oppure se abbia avuto una qualche relazione romantica anche quando fu un Signore Oscuro dei Sith. Comunque, la sua apprendista Komari Vosa si infatua di lui, e per questo motivo si congeda dall'apprendistato.
La personalità di Dooku lo porta a non dimenticare con facilità i tradimenti. Lorian Nod, un suo vecchio amico ai tempi dell'Ordine dei Jedi, cerca di incastrarlo in un complotto, ma Dooku si scontra con lui e lo riduce in fin di vita. Solo l'intervento dell'allora Padawan Qui-Gon Jinn dissuade Dooku dall'uccidere il vecchio amico. Successivamente Dooku interpreta la battaglia di Galidraan come un tradimento dei Jedi verso gli ideali propri della loro categoria, e ciò influenzò molto il suo passaggio verso il lato oscuro della Forza. Durante un incontro con il maestro Yoda su Vjun il suo vecchio maestro cerca di riportarlo sulla via della luce, ma Dooku non ne vuole sapere quando capisce che Obi-Wan Kenobi e Anakin Skywalker sono presenti, interpretando questa mossa come un tradimento personale.
Dooku riteneva Yoda il problema principale dell'ordine Jedi, avendo constatato che nessuno poteva reggere un tale potere così a lungo senza diventare o corrotto o accondiscendente. Secondo la sua visione, Yoda non riusciva a percepire tutti i piccoli mali cumulativi che la repubblica accumulava di continuo, dalla schiavitù alle guerre, e non si domandava mai perché i Jedi, coloro che avevano il potere per fermare la sofferenza della galassia, non agivano per salvarla definitivamente.
Da quando passa al Lato Oscuro Dooku diviene umanocentrico: infatti, benché rimane un profondo conoscitore delle popolazioni e arti aliene, Dooku disprezza la maggior parte dei membri del consiglio separatista.
A differenza degli altri Sith Dooku non possiede gli occhi con le iridi giallo-rosse, sintomo di forte presenza del Lato Oscuro della Forza.

## Poteri e abilità

### Addestramento con la spada laser
Prima di lasciare l'Ordine dei Jedi Dooku è conosciuto come uno dei più esperti duellanti e istruttori di spada dell'intero Ordine, e al tempo della crisi della Confederazione, si dice che oltre a Yoda, solo Mace Windu avrebbe potuto uguagliarlo in terreno neutro. Benché stili come la Forma III, IV e V siano molto utili nell'era dominata dai blaster lo spirito competitivo di Dooku lo porta a specializzarsi nella seconda forma del combattimento con la spada laser, il Makashi, anche se mantiene un'alta conoscenza delle altre forme: Dooku è uno dei pochi praticanti di questo stile a prediligere lo scontro uno contro uno e dimostra una padronanza senza pari nell'Ordine.
Quando diviene un Signore dei Sith ha poco ancora da imparare sull'arte della spada; nonostante ciò apprende l'arte Sith Dun Möch, atta a distruggere la concentrazione di un avversario per mezzo di provocazioni. Il suo tentativo di utilizzare questa tecnica su Anakin Skywalker a bordo dell'Invisible Hand ne è un esempio. Alla fine, però, le provocazioni di Dooku non fanno altro che incoraggiare Skywalker a utilizzare la sua rabbia per rompere le difese del Signore dei Sith.

### Abilità nella Forza
Come Jedi Dooku è un rinomato studioso della Forza. Durante la sua carriera, infatti, apprende diverse arti Jedi: è esperto nella telecinesi, arte sulla quale tiene delle lezioni in qualità di Maestro Jedi. La sua abilità nella telecinesi è spesso utilizzata per aumentare la sua abilità nel duello, benché Dooku sia anche capace di effettuare dei piccoli voli. Come Signore dei Sith spesso combina la telecinesi con l'uso dei fulmini di Forza o del soffocamento. Inoltre Dooku ha una notevole capacità di effettuare più operazioni contemporaneamente, utilizzando frequentemente la Forza durante i combattimenti con la spada laser.
In aggiunta a ciò Dooku ha una buona conoscenza della Forza Vivente, che una volta ha utilizzato per curarsi da una malattia mortale. È anche capace di addomesticare i mostri, come il drago Krayt, e assoggettarli al proprio volere. Quando diviene Darth Tyranus apprende l'abilità del drenaggio di Forza, che utilizza diverse volte per estrarre informazioni dall'avversario. Dooku inoltre è un maestro della meditazione Qey'tek, che gli permette di nascondere la sua presenza nella Forza; solitamente questa barriera è impenetrabile per i Jedi, ma Obi-Wan Kenobi riesce a percepire la presenza del Signore dei Sith sul pianeta Tythe.

## Equipaggiamento

### Abbigliamento
Quando assume il titolo di Conte abbandona l'uniforme Jedi per adottare l'abbigliamento che contraddistingue la nobilità di Serenno da centinaia di anni. Il Conte indossa infatti una mantellina (marrone nei film, nera nei romanzi) sorretta da un gancio argenteo, sopra una tunica cintata e dei pantaloni di tonalità nera. Gli indumenti sono composti dai migliori materiali in circolazione: la sua veste è fatta di nanoseta Corelliana nera, i suoi stivali sono fatti di rara pelle di rancor, mentre tutti i suoi mantelli sono foderati con maglie corazzate leggere, che fungono da protezione.

### Spade laser
Da iniziato Jedi utilizza la comune spada laser d'allenamento sotto la giurisdizione del maestro Yoda, ma quando diviene padawan di Thame Cerulian Dooku costruisce la sua spada laser personale. Questa spada è sostanzialmente uguale a quella che successivamente utilizzerà in qualità di cavaliere Jedi, costituita da un'elsa cilindrica con un design standard.
Quando Dooku diviene maestro Jedi costruisce una spada laser maggiormente personalizzata. Questa è caratterizzata da un'elsa curvata, che permette dei movimenti più precisi, adatta a un praticante dello stile Makashi. Inoltre la spada può essere rimpicciolita mediante un pulsante, permettendo maggiore flessibilità nel combattimento spada-spada. La spada contiene una lama blu ed è probabilmente ispirata dalla spada in possesso dal maestro Jedi Tyvokka. Dooku utilizza questa spada durante la battaglia di Galidraan, sebbene appena prima di lasciare l'ordine Jedi sia stato visto utilizzare una spada simile a quella utilizzata mentre era un cavaliere Jedi.
Come signore oscuro dei Sith ritorna a utilizzare la spada laser curvata che ha utilizzato a Galidraan, inserendo un cristallo sintetico di colore rosso, che contraddistingue i Sith. Inoltre la spada contiene una doppia regolazione, che permette di rendere la lama più corta. La spada di Dooku è anche d'ispirazione per le spade laser costruite dalla sua apprendista Komari Vosa. Dopo che Jango Fett uccide Vosa il conte dona le due spade alla sua seguace oscura, Asajj Ventress. La spada di Dooku è stata molto probabilmente distrutta quando l'Invisible Hand viene abbattuta, poiché Anakin Skywalker la lascia nella stanza dove ha ucciso lo stesso Dooku.

### Veicoli
Dooku è solito usare il suo elegante veliero interstellare di fattura Geonosiana che, a differenza dei normali caccia Geonosiani, è più lungo, dalla forma più affusolata e provvisto, inoltre, di una speciale "vela" che gli permette di viaggiare con più facilità, eleganza e fluidità nello spazio. Oltre a questo, per azioni rapide, Dooku usa spesso uno speeder Geonosiano, dalla forma dinamica e leggera che gli permette di compiere grandi distanze a grande velocità.